# Princes Lakes
Princes Lakes és una població dels Estats Units a l'estat d'Indiana. Segons el cens del 2000 tenia 1.506 habitants.

## Demografia
Segons el cens del 2000, Princes Lakes tenia 1.506 habitants, 597 habitatges, i 434 famílies. La densitat de població era de 454,3 habitants/km².
Dels 597 habitatges en un 32,7% hi vivien nens de menys de 18 anys, en un 63,5% hi vivien parelles casades, en un 5,7% dones solteres, i en un 27,3% no eren unitats familiars. En el 21,1% dels habitatges hi vivien persones soles el 8,5% de les quals corresponia a persones de 65 anys o més que vivien soles. El nombre mitjà de persones vivint en cada habitatge era de 2,52 i el nombre mitjà de persones que vivien en cada família era de 2,94.
Per edats la població es repartia de la següent manera: un 25% tenia menys de 18 anys, un 5,2% entre 18 i 24, un 32,1% entre 25 i 44, un 26,9% de 45 a 60 i un 10,8% 65 anys o més.
L'edat mediana era de 39 anys. Per cada 100 dones de 18 o més anys hi havia 96 homes.
La renda mediana per habitatge era de 46.339 $ i la renda mediana per família de 49.236 $. Els homes tenien una renda mediana de 36.417 $ mentre que les dones 25.000 $. La renda per capita de la població era de 19.378 $. Entorn del 2,4% de les famílies i el 6,2% de la població estaven per davall del llindar de pobresa.

## Poblacions més properes
El següent diagrama mostra les poblacions més properes.